# Pakka
Die Pakka war ein Volumenmaß im französisch-ostindischen Pondicherry.
- 1 Pakka = 75,398 Pariser Kubikzoll = 1,4956 Liter[1]
- 1 Pakka = 2 Mass

Der Messzylinder hatte die Abmessungen in Pariser Maß von 4 Zoll Durchmesser bei einer Höhe von 6 Zoll. 
- 2 Pakka = 1 Markal
- 1 Gallon = 24 Pakka = 1809,557 Pariser Kubikzoll = 35,895 Liter[2]

Als Pakka-Retty war es ein Gold- und Silbergewicht in Bombay und auch ein Edelsteingewicht in Bengalen. Das Maß wurde mit Retty und Ruttec bezeichnet. Das war die verbreitetste Bezeichnung.